# Manuel José García (gobernador)
Manuel José García (n. Córdoba, 10 de mayo de 1821) fue un funcionario y político argentino, que ejerció como vicegobernador de la provincia de San Juan entre 1887 y 1888 y gobernador de la misma provincia entre 1888 y 1890.

## Biografía
Tras ganar las elecciones, asumió la vicegobernación de la provincia de San Juan a la edad de 66 años, el 12 de mayo de 1887, acompañando a Federico Moreno en la fórmula. El 11 de octubre de 1888 debe asumir el cargo de gobernador, tras fallecer el gobernador, hasta finalizar el período. Pasa a ser así el segundo vicegobernador que debe asumir el cargo de gobernador.